# Borotín (ort i Tjeckien, Södra Mähren)
Borotín är en ort i Tjeckien.   Den ligger i regionen Södra Mähren, i den östra delen av landet, 170 km öster om huvudstaden Prag. Borotín ligger 431 meter över havet och antalet invånare är 443.
Terrängen runt Borotín är kuperad söderut, men norrut är den platt. Runt Borotín är det ganska tätbefolkat, med 52 invånare per kvadratkilometer. Närmaste större samhälle är Velké Opatovice, 3,5 km norr om Borotín. Trakten runt Borotín består till största delen av jordbruksmark.